# Ion Creangă (membru al Sfatului Țării)
Ion Creangă (n. 1883, comuna Corjova, județul Tighina – d. secolul al XX-lea) a fost un om politic român basarabean, membru al Sfatului Țării.
La data de 27 martie 1918 Ion Creangă a votat unirea Republicii Democratice Moldovenești cu România.